# El Gastor
El Gastor ist eine Stadt in der spanischen Provinz Cádiz. Im Jahre 2024 hatte sie 1.698 Einwohner.
Der bronzezeitliche, etwa 6000 Jahre alte Dolmen del Gigante (dt. „Dolmen des Riesen“) liegt etwa einen Kilometer von El Gastor.

## Etymologie und Pseudoetymologie
Das Ortswappen zeigt im unteren Feld einen Biber (lat. castor), dabei handelt es sich um eine pseudoetymologische Ortsnamendeutung. Es wird angenommen, dass die tatsächliche Etymologie des Ortsnamens über das arabisierte *Qastur auf den Wachposten (lat. custodia) zurückgeht. Vergleichbare Ortsnamen wären die von Castuera (Provinz Badajoz), Costur (Provinz Castelló) in Spanien und Coustouge und Coustouges, beide in Frankreich.